# Rose Leslie
Rose Eleanor Arbuthnot-Leslie (ur. 9 lutego 1987 w Aberdeen) – brytyjska aktorka telewizyjna oraz filmowa.

## Życiorys
Wychowywała się w położonym w pobliżu Aberdeen zamku Lickleyhead Castle, należącym do jej szkockiej rodziny od XV wieku. Kształciła się w szkole podstawowej Rayne North School, następnie w prywatnej Millfield School w Street. Od 2005 do 2008 studiowała w London Academy of Music and Dramatic Art, uzyskując tytuł zawodowy Bachelor of Arts.
W 2009 debiutowała w filmie telewizyjnym New Town, za co otrzymała nagrodę New Talent Award w kategorii "Best Acting Performance" przyznawaną przez szkocki oddział BAFTA. Zaczęła wówczas regularnie występować w teatrze (m.in. w Globe Theatre). W 2010 wcieliła się w rolę pokojówki Gwen w pierwszym sezonie Downton Abbey. W 2012 dołączyła do obsady serialu Gra o tron w roli Ygritte, a w 2017 otrzymała jedną z głównych ról w serialu Sprawa idealna.
W 2018 wyszła za mąż za aktora Kita Haringtona.

## Wybrana filmografia
- 2009: New Town (film TV)
- 2010: Downton Abbey (serial TV)
- 2011: Case Histories (serial TV)
- 2012: Vera (serial TV)
- 2012: Gra o tron (serial TV)
- 2014: Honeymoon
- 2014: Utopia (serial TV)
- 2015: Łowca czarownic
- 2016: Morgan
- 2016: Sticky Notes
- 2017: Sprawa idealna (serial TV)[1]